# Тхуанминь (община, Тхосюан)
Тхуанминь (вьет. Thuận Minh) — община в уезде Тхосюан, провинция Тханьхоа, Вьетнам.

## География
Община Тхуанминь расположена на северо-западе уезда Тхосюан, и имеет границы:
- на востоке — с общиной Тхолап,
- на западе — с общиной Кьентхо уезда Нгоклак,
- на юге — с общинами Тхохай и Суантхьен,
- на севере — с общинами Миньтьен и Ламшон уезда Нгоклак.

Община Тхуанминь имеет площадь 18,62 км², население в 2018 г. составляло 8034 человека, плотность населения — 431 чел/км².

## Административное деление
В общину Тхуанминь входят 17 деревень: 1, 2, 3, 4, 5, 6, 7, 8, 9, 10, 11, 12, 1 Йенлыок, 2 Йенлыок, 3 Йенлыок, 4 Йенлыок, Лонгтхинь.

## История
После Августовской революции 1945 года правительство создало общину Тхуанминь в уезде Тхосюан, включающую деревни Донгнанг, Лонгтхинь, Фукбой, Ванлай, Йенлыок и Йенчыонг. В 1949 году община Тхуанминь сменила название на Тхоминь. К июлю 1954 года община Тхоминь была разделена на 3 общины: Тхоминь, Тхолап и Суантяу.
К 2018 году община Тхоминь имела площадь 5,31 км², население 3375 человек, плотность населения 636 чел/км². Община Суантяу имела площадь 13,31 км², население 4659 человек, плотность населения 350 чел/км².
16 октября 2019 года Постоянная комиссия НС приняла Постановление 786/NQ-UBTVQH14 об устройстве административных единиц общинного уровня в провинции Тханьхоа (постановление вступило в силу с 1 декабря 2019 года). Этим постановлением общины Тхоминь и Суантяу были вновь объединены в общину Тхуанминь.